# 그 날까지
〈그 날까지〉(その日まで 호노히비마데[*])은 일본의 여성 아이돌 그룹 사쿠라자카46의 노래. 2022년 11월 5일에 사쿠라자카46의 첫 디지털 싱글이다.

## 개요
- 케야지자카46로서의 〈누가 그 종을 울리는 것인가?〉 발매 이후 2개월 만에 발매되는 개명 후 첫 디지털 싱글이다.

### 내용주
1. ↑  케야키자카46 명의의 싱글 13번째(전달 한정 싱글 2곡을 포함)이다.